# Левченкова, Наталья Викторовна
Ната́лья Ви́кторовна Левченко́ва (род. 30 июля 1977, Смоленск) — российская и молдавская биатлонистка, большую часть карьеры выступавшая под флагом Молдавии. Самая успешная спортсменка в истории зимних видов спорта Молдавии. На данный момент является доцентом кафедры теории и методики лыжных гонок Смоленского государственного университета спорта.

## Спортивная карьера
Призёр первенства мира среди юниорок (1996, 1997), чемпионка Европы среди юниоров (1997), чемпионка Мира по летнему биатлону [кросс] (1999) и призерка чемпионата мира по летнему биатлону [лыжероллеры] (2008, 2009), чемпионка России (2001), чемпионка Европы (2008). Начала заниматься биатлоном в 1988 году.
С 2003 года из-за жёсткой конкуренции в сборной России приняла решение выступать за молдавскую сборную. Все результаты спортсменки на этапах кубка мира в сезоне 2003—2004 были аннулированы из-за отсутствия в то время молдавского паспорта.
Левченкова была выбрана знаменосцем от Молдавии на церемонии открытия зимней Олимпиады в Турине в 2006 году, где Наталья заняла 8-е место в индивидуальной гонке (что является наивысшим достижением для Молдавии на зимних Олимпиадах) и ещё дважды попала в тридцатку. Сезон 2006—2007 Левченкова пропустила по причине беременности. Вернулась в биатлон в сезоне 2007—2008 после рождения дочери и в этом же сезоне стала чемпионкой Европы.
Сезон 2008—2009 стал лучшим в карьере Левченковой — она заняла 20-е место в общем зачёте Кубка Мира. Лучшим результатом Левченковой в 2009 году стало 8 место в гонке преследования на 10 км на чемпионате мира в Южной Корее, при том что после спринта она стартовала лишь 43 и 7 место в масс-старте на этапе Кубка мира в Оберхофе. Также стала серебряной призёркой в спринте, в Идре на этапе Малого Кубка. Кроме того, на чемпионате мира по летнему биатлону Левченкова завоевала бронзовую медаль в спринте. Тем самым она стала второй спортсменкой из Молдавии(после Ларисы Тимчиной), которая сумела завоевать медаль на первенстве планеты по Летнему биатлону.
Участвовала в Олимпиаде 2010 в Ванкувере. Однако успех Турина ей повторить не удалось, лучшим результатом Левченковой на этой Олимпиаде стало 37-е место в индивидуальной гонке.
Последний сезон был пропущен, за исключением внезачётных спринта и пасьюта на Камчатке (приз Газпрома, Мемориал памяти Фатьянова), где спортсменка в спринте заняла 30 место, заработала 0,11/2 неофициальных очков и поднялась на 256 место.

## Результаты

### Олимпийские игры
| Год  | Место проведения | Индивидуальная гонка | Спринт | Преследование | Эстафета | Масс-старт |
| ---- | ---------------- | -------------------- | ------ | ------------- | -------- | ---------- |
| 2006 | Турин            | 8                    | 41     | 23            | —        | 21         |
| 2010 | Ванкувер         | 36                   | 52     | 55            | —        | —          |

### Чемпионат мира
| Год  | Место проведения | Спринт | Преследование | Индивидуальная гонка | Эстафета | Масс-старт | Смешанная эстафета |
| ---- | ---------------- | ------ | ------------- | -------------------- | -------- | ---------- | ------------------ |
| 2005 | Хохфильцен       | 27     | 11            | 13                   | —        | 24         | не проводились     |
| 2008 | Эстерсунд        | 44     | 42            | 8                    | —        | 23         | —                  |
| 2009 | Пхёнчан          | 43     | 8             | 18                   | —        | 25         | —                  |

### Чемпионат Европы
| Год  | Место проведения     | Индивидуальная гонка | Спринт | Преследование | Эстафета |
| ---- | -------------------- | -------------------- | ------ | ------------- | -------- |
| 2006 | Арбер                | 12                   | —      | —             | —        |
| 2008 | Нове-Место-на-Мораве | 1                    | —      | —             | —        |

### Кубок мира
- 2004/05 — 42-е место (87 очков)
- 2005/06 — 33-е место (177 очков)
- 2007/08 — 40-е место (107 очков)
- 2008/09 — 20-е место (447 очков)
- 2009/10 — 42-е место (142 очка)
- 2010/11 — не выступала (0 очков)